# Saint-Martial-sur-Isop
Saint-Martial-sur-Isop este o comună în departamentul Haute-Vienne din centrul Franței. În 2009 avea o populație de 141 de locuitori.

## Evoluția populației
| An        | 1975 | 1982 | 1990 | 1999 | 2006 | 2009 |
| --------- | ---- | ---- | ---- | ---- | ---- | ---- |
| Populație | 217  | 185  | 156  | 126  | 135  | 141  |